# Johannaster superbus
Johannaster superbus är en sjöstjärneart som beskrevs av Jean Baptiste François René Koehler 1909. Johannaster superbus ingår i släktet Johannaster och familjen ledsjöstjärnor. Inga underarter finns listade i Catalogue of Life.